# Feitiço da Vila
Feitiço da Vila é uma canção de Noel Rosa, composta em 1934 para homenagear seu bairro, Vila Isabel. Nessa época, Noel e Wilson Batista, um compositor de samba carioca, estavam envolvidos em uma polêmica. Para contrapôr o Feitiço da Vila, Wilson compôs Conversa fiada e teve como resposta de Noel o antológico Palpite infeliz.
Polêmicas à parte, com Feitiço da Vila, Noel Rosa traz novos elementos para a compreensão do samba. Nesta composição ele trata o samba como um feitiço, que contagia os que ouvem, assim como já se entendia anteriormente. Porém é um feitiço "decente", o que denota uma preocupação com a receptividade social e comercial.
Nesta composição Noel também afasta o samba do significado e da relação que se fazia, obrigatoriamente, à cultura e religiosidade afro-brasileira, afirmando ser o feitiço "sem farofa, sem vela e sem vintém".